# Dark ambient
Dark ambient (efter engelska) är en understil till ambient inom elektronisk musik. Dark ambient uppstod under sena 1980-talet när nya synthesizers, ny sampling-teknologi och andra tekniska framsteg introducerades inom den elektroniska musiken. Under det sena 80-talet så började etheral wave och dark wave-artister experimentera med mera atmosfärisk musik istället för att fokusera de ursprungliga rock-element som finns i dessa stilar. Resultatet blev en "mörk" version av redan existerande Ambient.
Dark ambient är en ovanligt mångfaldig genre, med rötter inom bland annat industrial, noise, etheral wave och black metal. Musiken används ofta inom filmindustrin - gärna i dramer och thrillers där omgivningen är mörk, miserabel och hemsk. Musiken används dock ej för att så att säga "skrämma" publiken utan används mera för att bygga upp sceners mörka atmosfär.

## Exempel på grupper/artister
- Ah Cama-Sotz
- Ambre
- Apoptose
- Asmorod
- Atrium Carceri
- Burzum
- Coph Nia
- Dead World Echo
- Desiderii Marginis
- Kammarheit
- Lull
- Lustmord
- Mortiis
- Musterion
- Nordvargr
- Northaunt
- Raison d'Être
- Rapoon
- Robert Rich
- Runes order
- Vidna Obmana
- Vond
- Wongraven
- Wolfuneral
- Za Frûmi
- Kauhu